# 皮薩里夫卡 (文尼察區)
49°11′38″N 28°36′4″E / 49.19389°N 28.60111°E
皮薩里夫卡（烏克蘭語：Писарівка），是烏克蘭的村落，位於該國西南部文尼察州，由文尼察區負責管轄，始建於1692年，面積1.12平方公里，海拔高度297米，2001年人口1,448，人口密度每平方公里1,292.86人。